# Bangesal
Bangesal (nepalski: बाङ्गेसाल) – gaun wikas samiti w zachodniej części Nepalu w strefie Rapti w dystrykcie Pyuthan. Według nepalskiego spisu powszechnego z 2001 roku liczył on 967 gospodarstw domowych i 5407 mieszkańców (2844 kobiet i 2563 mężczyzn).